# Marko Skender

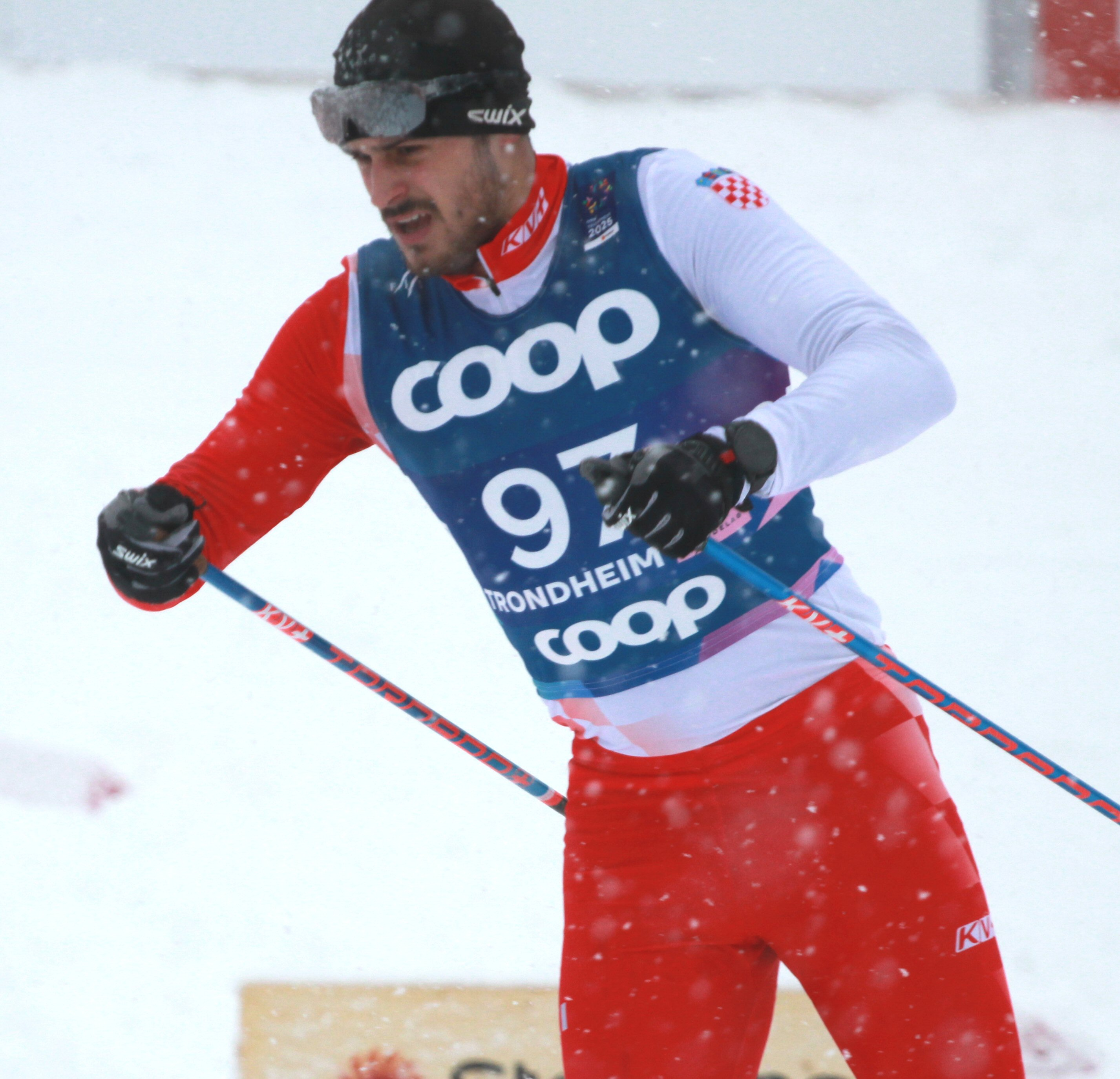
Marko Skender 2025 in Trondheim, Norwegen

Marko Skender (* 9. Juli 2001 in Rijeka) ist ein kroatischer Skilangläufer.

## Werdegang
Skender, der für den TSK Ravnogorac startet, lief im Dezember 2015 beim Slavic-Cup in Štrbské Pleso seine ersten Rennen im Continental-Cup und errang dabei den 46. Platz im Sprint und den 37. Platz über 10 km klassisch. In der Saison 2016/17 belegte er bei den Junioren-Skiweltmeisterschaften 2017 in Soldier Hollow den 69. Platz über 10 km Freistil sowie den 57. Rang im Sprint und bei den nordischen Skiweltmeisterschaften 2017 in Lahti den 100. Platz im Sprint. Im folgenden Jahr errang er bei den Junioren-Skiweltmeisterschaften in Goms den 89. Platz im Sprint und den 73. Platz über 10 km klassisch. In der Saison 2018/19 kam er bei den Junioren-Skiweltmeisterschaften 2019 in Lahti auf den 78. Platz über 10 km Freistil sowie auf den 50. Rang im Sprint und bei den nordischen Skiweltmeisterschaften 2019 in Seefeld in Tirol auf den 83. Platz im Sprint sowie zusammen mit Edi Dadić auf den 27. Rang im Teamsprint. Beim Europäischen Olympischen Winter-Jugendfestival 2019 in Sarajevo belegte er den 54. Platz über 10 km klassisch und den 23. Rang im Sprint und bei den Junioren-Skiweltmeisterschaften 2020 in Oberwiesenthal den 73. Platz im Sprint. Sein Debüt im Weltcup hatte er im Dezember 2019 in Planica, welches er auf dem 72. Platz im Sprint beendete. In der Saison 2020/21 belegte er bei den  Junioren-Skiweltmeisterschaften 2021 in Vuokatti den 75. Platz über 10 km Freistil sowie den 30. Rang im Sprint und bei den nordischen Skiweltmeisterschaften 2021 in Oberstdorf den 67. Platz im Sprint sowie zusammen mit Krešimir Crnković den 24. Rang im Teamsprint. In der folgenden Saison holte er in Ravna Gora über 10 km klassisch seinen ersten Sieg im Balkan-Cup. Beim Saisonhöhepunkt, den Olympischen Winterspielen 2022 in Peking, lief er auf den 85. Platz über 15 km klassisch, auf den 69. Rang im Sprint und auf den 57. Platz im 50-km-Massenstartrennen.
Seine Schwester Gabrijela Skender ist ebenfalls im Skilanglauf aktiv.

## Siege bei Continental-Cup-Rennen
| Nr. | Datum            | Ort        | Disziplin       | Serie      |
| --- | ---------------- | ---------- | --------------- | ---------- |
| 1.  | 26. Februar 2022 | Ravna Gora | 10 km klassisch | Balkan-Cup |

## Teilnahmen an Weltmeisterschaften und Olympischen Winterspielen

### Olympische Spiele
- 2022 Peking: 57. Platz 50 km Freistil Massenstart, 69. Platz Sprint Freistil, 85. Platz 15 km klassisch

### Nordische Skiweltmeisterschaften
- 2017 Lahti: 100. Platz Sprint Freistil
- 2019 Seefeld in Tirol: 27. Platz Teamsprint klassisch, 83. Platz Sprint Freistil
- 2021 Oberstdorf: 24. Platz Teamsprint Freistil, 67. Platz Sprint klassisch
- 2023 Planica: 25. Platz Teamsprint Freistil, 70. Platz Sprint klassisch
- 2025 Trondheim: 27. Platz Staffel, 34. Platz Teamsprint klassisch, 71. Platz Sprint Freistil, 96. Platz 10 km klassisch